# Benachi, Dharwad
Benachi là một làng thuộc tehsil Dharwad, huyện Dharwad, bang Karnataka, Ấn Độ.